# 日本メナード化粧品本社ビル
日本メナード化粧品本社ビル （にほんメナードけしょうひんほんしゃビル） は、愛知県名古屋市中区丸の内にある超高層ビルである。

## 概要
地下鉄久屋大通駅に近い久屋大通沿いにある超高層ビル。
久屋大通公園に面した東側は全面ガラス張りのダブルスキン工法が活用され、緑を写し込む美しい外観となっていて、「第10回愛知まちなみ建築賞（2002年度）」を受賞している。
1・2階には美容室や化粧品のショールームが設置され、一般客が利用出来る施設になっている。

## 省エネルギー対策
ビルの躯体のスラブ面を季節の温・冷風で温度調節し、その蓄熱効果を利用したり、地下の免震装置のある部分を通して外気を取り入れることで、換気時の空調のロスを無くす仕組みを取り入れるなど、空調でのエネルギー消費を抑える工夫がなされている。
照明についても、光センサーによる自動調光装置を導入し、エネルギー消費を抑制している。

## 主なテナント
- 日本メナード化粧品本社
- メナード ビューティアカデミー

## メナード ビューティアカデミー
日本エステティック協会とHabia Japanが認定しているエステティシャン養成の教育施設。

## 参照
- 第10回愛知まちなみ建築賞　愛知県公園緑地課（ウェブサイト）
- 日本メナード化粧品本社ビルの設備計画（ウェブサイト）